# Tour de Flandes 1960
El Tour de Flandes 1960 va ser la 44a edició del Tour de Flandes. La cursa es disputà el 3 d'abril de 1960, amb inici a Gant i final a Wetteren després d'un recorregut de 227 quilòmetres. El vencedor final fou el belga Arthur Decabooter, que s'imposà a l'esprint en l'arribada a Wetteren a un grup de ciclistes. El francès Jean Graczyk i el belga Rik van Looy acabaren segon i tercer respectivament.

## Classificació final
|    | Ciclista                | Equip                     | Temps      |
| -- | ----------------------- | ------------------------- | ---------- |
| 1  | Arthur Decabooter (BEL) | Groene Leeuw-Sas-Sinalco  | 5h 52' 00" |
| 2  | Jean Graczyk (FRA)      | Helyett-Leroux-Hutchinson | m. t.      |
| 3  | Rik van Looy (BEL)      | Faema                     | m. t.      |
| 4  | Gilbert Desmet (BEL)    | Carpano                   | m. t.      |
| 5  | Henri de Wolf (BEL)     | Helyett-Leroux-Hutchinson | m. t.      |
| 6  | Frans de Mulder (BEL)   | Groene Leeuw-Sas-Sinalco  | m. t.      |
| 7  | Pierre Ruby (FRA)       | Peugeot-BP-Dunlop         | m. t.      |
| 8  | Raymond Impanis (BEL)   | Faema                     | m. t.      |
| 9  | Frans Schoubben (BEL)   | Peugeot-BP-Dunlop         | m. t.      |
| 10 | Alfons Hermans (BEL)    | Dr Mann-Dossche           | m. t.      |